# Prison de Road Town
La prison de Road Town (en anglais : HM Prison Museum) est l'ancienne prison de Road Town dans les Îles Vierges britanniques. C'est le plus ancien bâtiment de la ville et a été transformé en musée.

## Historique
Elle est réputée pour être le lieu d'exécution d'Arthur William Hodge le 8 mai 1811 pour le meurtre d'un esclave. Depuis la fermeture du bâtiment en 1995, il a été utilisé par le service de l'immigration, les pompiers, le police et le bureau des passeports.
En 2011, le Premier ministre et ministre du Tourisme, Orlando Smith, a annoncé que le gouvernement des Îles Vierges travaillerait à la préservation et à la restauration des sites historiques de toutes les îles afin de promouvoir leur importance dans le cadre de la stratégie du développement du tourisme. À la suite de cela, la rénovation de la prison en un musée commença en 2014 à la suite de la soumission d'un plan détaillé présenté par le capitaine Hugh Whistler. Un financement a été obtenu du ministère des Communications et des Travaux publics et le capitaine Whistler a été chargé de superviser les travaux de rénovation et de réparation, ainsi que l'installation des informations.
Après le décès du capitaine Whistler en 2015 et une pause dans les travaux, le projet a reçu une nouvelle impulsion à la mi-2016 par le premier ministre, Orlando Smith. Il a expressément souhaité que l'installation soit opérationnelle à temps pour la haute saison touristique. Cette tâche a été confiée au British Virgin Islands Tourist Board et au bureau du directeur municipal, qui ont travaillé assidûment avec les historiens du collège communautaire H. Lavity Stoutt et d'autres parties prenantes pour assurer de l'ouverture officielle de l'installation le 6 décembre 2016.

## Musée
Le bâtiment abrite 11 anciennes cellules, un espace consacré à l'histoire militaire et un autre à l'histoire de la prison, une salle de douches, une cour d'exercice.